# Hydrobaenus saetheri
Hydrobaenus saetheri är en tvåvingeart som beskrevs av Peter Scott Cranston 2007. Hydrobaenus saetheri ingår i släktet Hydrobaenus och familjen fjädermyggor.
Artens utbredningsområde är Kalifornien. Inga underarter finns listade i Catalogue of Life.